# Martín Farfán
José Martín Farfán Pulido (Facatativá, 21 agosto 1965) è un ex ciclista su strada colombiano.
Professionista dal 1988 al 1995, alla Vuelta a España 1990 vinse una tappa e si aggiudicò la classifica degli scalatori.

## Carriera
Si mise in luce nel 1989, con la maglia della Café de Colombia-Mavic, alla Vuelta a España, riuscendo a vestire per un giorno la maglia amarillo di leader della generale. Tuttavia (anche se la classifica non venne modificata) nel maggio di quello stesso anno venne trovato positivo ad uno stimolante, la pemolina, utilizzata nel corso della quattordicesima e quindicesima tappa.
Nel 1990 venne messo sotto contratto dalla Kelme-Ibexpress: alla Vuelta a España conquistò un'affermazione di tappa e il primo posto finale nella classifica degli scalatori, poi in luglio partecipò al suo primo ed unico Tour de France senza però concluderlo. L'anno dopo fu terzo nella classifica generale della Vuelta a Burgos ed identico risultato ottenne nella gara di casa, la Vuelta a Colombia; fu anche nono al Giro del Delfinato.
Migliorò il risultato al Giro del Delfinato nel 1992 quando concluse nono, riuscendo anche ad aggiudicarsi una tappa. Nel 1993 partecipò al suo primo Giro d'Italia, ritirandosi, mentre nella stagione successiva tornò a correre per una squadra colombiana, la Postobon-Manzana: la sua attività sportiva si svolse prevalentemente in Colombia, dove arrivò secondo – vinse anche una tappa – al Clásico RCN. Nel 1995 ritornò nelle file della Kelme per un'ultima stagione prima del ritiro: partecipò per la sesta e ultima volta alla Vuelta (non concluse) e al Giro, dove però non fu protagonista.

## Palmarès
- 1987 (dilettanti)

Clásica Súper
- 1988

2ª tappa 2ª semitappa Vuelta al Táchira
- 1989

3ª tappa Glacial de Montaña
4ª tappa Glacial de Montaña
4ª tappa Clásico RCN
- 1990

18ª tappa Vuelta a España (Jaca > Estación de Cerler)
- 1991

Classifica generale Glacial de Montaña
6ª tappa Vuelta a Colombia
- 1992

6ª tappa Giro del Delfinato
2ª tappa Vuelta a Burgos
2ª tappa Vuelta a Colombia
- 1994

Classifica generale Vuelta a Tolima
3ª tappa Clásico RCN

### Altri successi
- 1990

Classifica scalatori Vuelta a España

## Piazzamenti

### Grandi Giri
- Giro d'Italia

1993: ritirato (17ª tappa)
1995: 49º
- Tour de France

1990: ritirato (8ª tappa)
- Vuelta a España

1989: 23º
1990: 11º
1991: 53º
1992: 38º
1993: 40º
1995: ritirato (14ª tappa)